# Llista d'atraccions de PortAventura Park
PortAventura Park és un parc temàtic situat al Tarragonès, entre Salou i Vila-seca. Ocupa 105 hectàrees. Va ser inaugurat l'1 de maig del 1995. Va ser el primer parc temàtic construït a l'Estat espanyol. Actualment està dividit en sis grans zones temàtiques: Mediterrània, Polynesia, China, México, Far West i SésamoAventura.

## Mediterrània
| Atracció            | Atracció | Obertura   | Tipus                                                      | Informació                                                                                             |
| ------------------- | -------- | ---------- | ---------------------------------------------------------- | --- |
| Estació del Nord    |          | 01/05/1995 | Transport en tren fins a SésamoAventura i fins al Far West | - Atracció infantil - Accés per discapacitats                                                          |
| Furius Baco         |          | 07/06/2007 | Llançadora horitzontal                                     | - Atracció forta - Alçada: 1,40–1,95m - Accés per discapacitats - Photoride - Videoride - Accés exprés |
| Port de la Drassana |          | 01/05/1995 | Transport naval fins a la China                            | - Atracció infantil - Accés per discapacitats                                                          |

## Polynesia
| Atracció      | Atracció | Obertura   | Tipus              | Informació |
| ------------- | -------- | ---------- | ------------------ | --- |
| Canoes        |          | 01/05/1995 | Recorregut aqüàtic | - Atracció infantil - Alçada màxima: 1,40m - Accés per discapacitats                                                  |
| Kontiki       |          | 01/05/1995 | Balanceig          | - Atracció moderada - Alçada mínima: 1,40m - Amb un adult: 1,30m - Accés per discapacitats                            |
| Tutuki Splash |          | 01/05/1995 | Recorregut aqüàtic | - Atracció moderada - Alçada mínima: 1,40m - Amb un adult: 1,20m - Accés per discapacitats - Photoride - Accés exprés |

## China
| Atracció       | Atracció | Obertura                       | Tipus                                  | Informació                                                                                            |
| -------------- | -------- | ------------------------------ | -------------------------------------- | --- |
| Angkor         |          | 11/04/2014                     | Recorregut aqüàtic                     | - Atracció suau - Alçada mínima: 1,30m - Amb un adult: sense restricció - Accés per discapacitats     |
| Área Infantil  |          | 01/05/1995                     | Parc infantil                          | - Atracció infantil - Accés per discapacitats                                                         |
| Cobra Imperial |          | 01/05/1995                     | Giratòria                              | - Atracció moderada - Alçada mínima: 1,30m - Amb un adult: sense restricció - Accés per discapacitats |
| Dragon Khan    |          | 01/05/1995                     | Muntanya russa d'acer                  | - Atracció forta - Alçada: 1,40–1,95m - Accés per discapacitats - Photoride - Accés exprés            |
| Fumanchú       |          | 1/5/1995 Tancada el 06/01/2012 | Cadires voladores                      | |
| Shambhala      |          | 12/05/2012                     | Hypercoaster                           | - Atracció forta - Alçada: 1,40–1,95m - Photoride - Videoride - Accés exprés                          |
| Tea Cups       |          | 1/5/1995                       | Giratòria                              | - Atracció infantil - Alçada mínima: 1,30m - Amb un adult: sense restricció - Accés per discapacitats |
| Waitan Port    |          | 01/05/1995                     | Transport naval fins a la Mediterrània | - Atracció suau - Accés per discapacitats                                                             |

## México
| Atracció                    | Atracció | Obertura                       | Tipus                 | Informació |
| --------------------------- | -------- | ------------------------------ | --------------------- | --- |
| Armadillos                  |          | 01/05/1995                     | Giratòria infantil    | - Atracció infantil - Alçada màxima: 1,40m - Accés per discapacitats                                               |
| El Diablo - Tren de la Mina |          | 01/05/1995                     | Muntanya russa d'acer | - Atracció moderada - Alçada mínima: 1,40m - Amb adult: 1,10m - Accés per discapacitats - Photoride - Accés exprés |
| Hurakan Condor              |          | 20/05/2005                     | Caiguda lliure        | - Atracció forta - Alçada: 1,40–1,95m - Accés per discapacitats - Photoride                                        |
| Los Potrillos               |          | 01/05/1995 (Abans al Far West) | Cavalls mòbils        | - Atracció infantil - Alçada mínima: 1,15m - Amb un adult: sense restricció - Accés per discapacitats - Photoride  |
| El Secreto de los Mayas     |          | 2013                           | Laberint              | - Atracció suau |
| Serpiente Emplumada         |          | 01/05/1995                     | Giratòria             | - Atracció moderada - Alçada mínima: 1,30m - Accés per discapacitats                                               |
| Templo del Fuego            |          | 2001                           | Espectacle            | - Espectacle variat - Alçada mínima: 1,40m - Amb un adult: 1m - Accés per discapacitats                            |
| Yucatán                     |          | 01/05/1995                     | Giratòria             | - Atracció moderada - Alçada mínima: 1,40m - Amb un adult: 1,30m - Accés per discapacitats                         |

## Far West
| Atracció             | Atracció | Obertura                   | Tipus                                                       | Informació |
| -------------------- | -------- | -------------------------- | ----------------------------------------------------------- | --- |
| Buffalo Rodeo        |          | 01/05/1995                 | Cotxes de xoc infantils                                     | - Atracció infantil - Alçada màxima: 1,40m - Accés per discapacitats                                               |
| Carousel             |          | 01/05/1995                 | Cavallets                                                   | - Atracció infantil - Alçada mínima: 1,20m - Amb adult: sense restricció - Accés per discapacitats                 |
| Crazy Barrels        |          | 01/05/1995                 | Giratòria                                                   | - Atracció moderada - Alçada: 1,30m - Amb adult: sense restricció - Accés per discapacitats                        |
| Grand Canyon Rapids  |          | 01/05/1995                 | Ràpids                                                      | - Atracció moderada - Alçada mínima: 1,30m - Amb un adult: 1,10m - Accés per discapacitats - Accés exprés          |
| Laberinto Blacksmith |          | 30/6/2007                  | Laberint                                                    | - Atracció infantil - Alçada màxima: 1,40m                                                                         |
| Penitence Station    |          | 01/05/1995                 | Transport en tren fins a la Mediterrània i a SésamoAventura | - Atracció suau - Accés per discapacitats                                                                          |
| Silver River Flume   |          | 01/05/1995                 | Recorregut aquàtic                                          | - Atracció moderada - Alçada mínima: 1,40m - Amb un adult: 1m - Accés per discapacitats - Photoride - Accés exprés |
| Stampida             |          | 17/03/1997                 | Muntanya russa de fusta                                     | - Atracció forta - Alçada mínima: 1,20m - Accés per discapacitats - Photoride - Accés exprés                       |
| Tomahawk             |          | 1997                       | Muntanya russa de fusta                                     | - Atracció infantil - Alçada mínima: 1,20m - Amb adult: 1m - Accés per discapacitats                               |
| VolPaiute            |          | 01/05/1995 (Abans a Mèxic) | Giratòria                                                   | - Atracció moderada - Alçada mínima: 1,40m - Amb adult: 1,30m - Accés per discapacitats                            |
| Wild Buffalos        |          | 01/05/1995                 | Cotxes de xoc                                               | - Atracció moderada - Alçada mínima: 1,40m - Amb adult: sense restricció - Accés per discapacitats                 |

## SésamoAventura
| Atracció               | Atracció | Obertura                                              | Tipus                                             | Informació                                                                                              |  |
| ---------------------- | -------- | ----------------------------------------------------- | ------------------------------------------------- | --- |  |
| El Árbol Mágico        |          | 08/04/2011                                            | Mirador                                           | - Atracció infantil - Accés per discapacitats                                                           |  |
| Coco Piloto            |          | 08/04/2011                                            | Monorail aeri                                     | - Atracció infantil - Alçada mínima: 1m - Accés per discapacitats                                       |  |
| La Granja de Elmo      |          | 08/04/2011                                            | Recorregut en tractor                             | - Atracció infantil - Alçada: 1,20m - Amb adult: sense restricció - Accés per discapacitats - Photoride |  |
| El Huerto Encantado    |          | 08/04/2011                                            | Àrea infantil                                     | - Atracció infantil - Accés per discapacitats                                                           |  |
| LocoLoco Tiki          |          | 01/05/1995 (abans a Polynesia), tancada el 09/01/2017 | Giratòria infantil                                | - Atracció infantil - Alçada mínima: 1,10m - Amb adults: sense restricció - Accés per discapacitats     |  |
| Magic Fish             |          | 08/04/2011                                            | Jet Ski                                           | - Atracció infantil - Alçada mínima: 1,20m - Accés per discapacitats                                    |  |
| Mariposas Saltarinas   |          | 08/04/2011                                            | Carrusel infantil                                 | - Atracció infantil - Alçada mínima: 1,05m - Accés per discapacitats                                    |  |
| El Salto de Blas       |          | 08/04/2011                                            | Caiguda lliure infantil                           | - Atracció moderada - Alçada: 1,10–1,40m - Accés per discapacitats                                      |  |
| SésamoAventura Station |          | 08/04/2011                                            | Transport en tren a la Mediterrània o al Far West | - Atracció infantil - Accés per discapacitats                                                           |  |
| Tami Tami              |          | 1997 (abans a Polynesia)                              | Muntanya russa d'acer                             | - Atracció infantil - Alçada mínima: 1m - Accés per discapacitats                                       |  |
| Waikiki                |          | 01/05/1995 (abans a Polynesia)                        | Carrusel infantil                                 | - Atracció infantil - Alçada màxima: 1,20m - Accés per discapacitats                                    |  |